# رن کوماتسو
رن کوماتسو (ژاپنی: 小松 蓮؛ زادهٔ ۱۰ سپتامبر ۱۹۹۸) یک بازیکن فوتبال اهل ژاپن است.
از باشگاه‌هایی که در آن بازی کرده‌است می‌توان به باشگاه فوتبال ماتسوموتو یاماگا، باشگاه فوتبال زویگن کانازاوا و باشگاه فوتبال رینوفا یاماگوچی اشاره کرد.